# Gastrochilus hainanensis
Gastrochilus hainanensis är en orkidéart som beskrevs av Zhan Huo Tsi. Gastrochilus hainanensis ingår i släktet Gastrochilus och familjen orkidéer. Inga underarter finns listade i Catalogue of Life.

## Bildgalleri

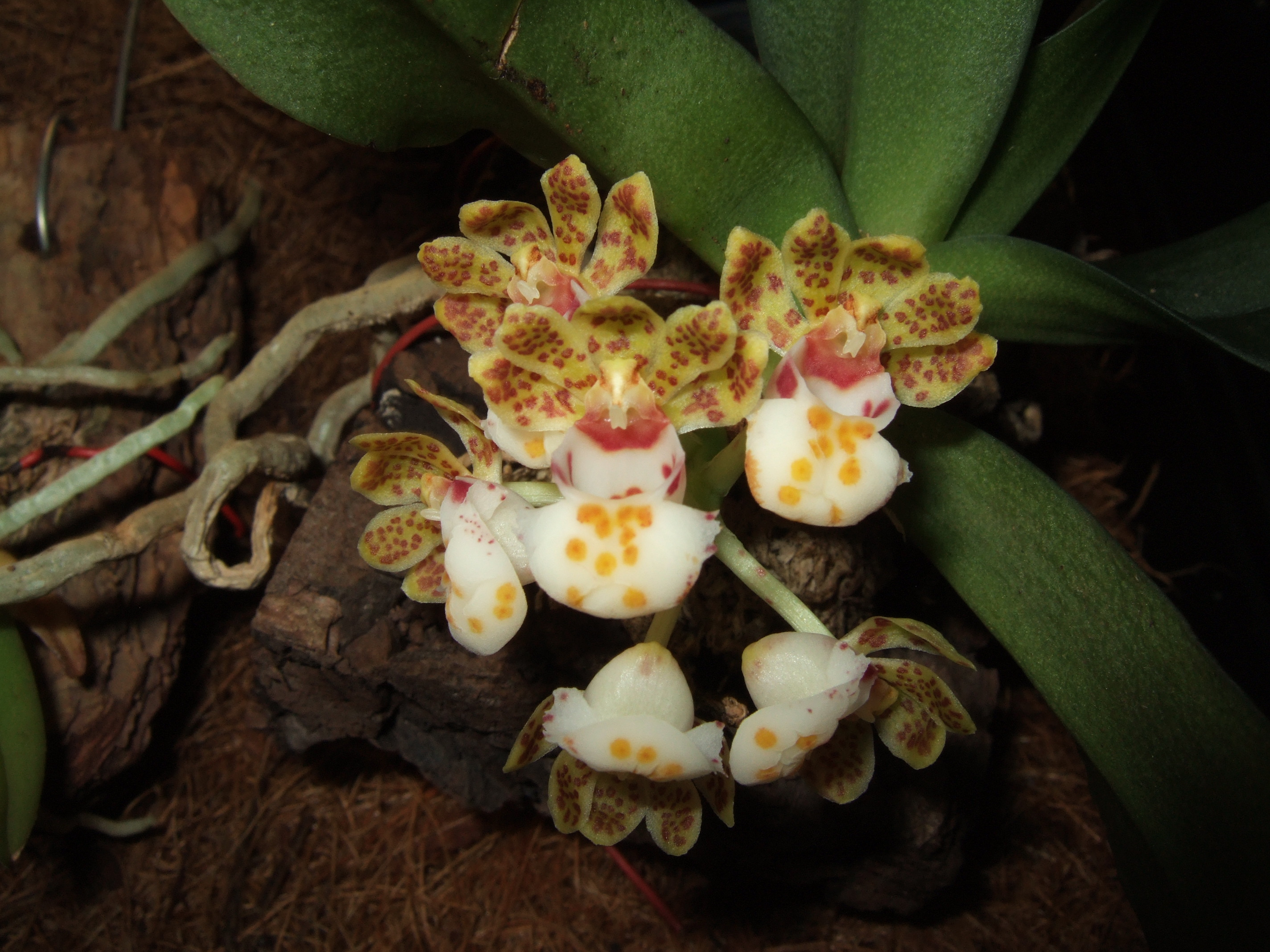